# Beltelecom
La Beltelecom (in russo: Республиканское унитарное предприятие электросвязи «Белтелеком»; in bielorusso: Рэспубліканскае ўнітарнае прадпрыемства электрасувязі Белтэлекам) è la società nazionale di telecomunicazioni in Bielorussia, interamente di proprietà del governo bielorusso e gestito dal Ministero delle Telecomunicazioni.

## Copertura della rete
Beltelecom dispone di una rete di linee urbane in fibra ottica ed è l'unico fornitore di telefonia fissa in Bielorussia. Fornisce chiamate interurbane e internazionali, accesso a banda larga alInternet tramite ADSL e servizi Wi-Fi.